# Contea di Branch
La contea di Branch, in inglese Branch County, è una contea dello Stato del Michigan, negli Stati Uniti. La popolazione al censimento del 2000 era di 45 787 abitanti. Il capoluogo di contea è Coldwater. Nel territorio della contea scorre il fiume Fawn.